# 五戒
五戒（ごかい,  サンスクリット: pañcaśīla, パーリ語: pañcasīla）とは、仏教において性別を問わず、在家信者が守るべき基本的な五つの戒（シーラ）のこと。
- 不殺生戒（ふせっしょうかい, 梵: prāṇātipātāt prativirataḥ[4]） - 生き物を故意に殺してはならない[5]。
- 不偸盗戒（ふちゅうとうかい, 梵: adattādānāt prativirataḥ[4]） - 他人のものを盗んではいけない[5]。
- 不邪淫戒（ふじゃいんかい, 梵: kāma-mithyācārāt prativirataḥ[4]） - 不道徳な性行為を行ってはならない[5]。
- 不妄語戒（ふもうごかい, 梵: mṛṣāvādāt prativirataḥ[4]） - 嘘をついてはいけない[5]。
- 不飲酒戒（ふおんじゅかい, 梵: surāmaireya-madyapramāda-sthānāt prativirataḥ[4]） - 酒類を飲んではならない[5]。

## 上座部仏教

### パーリ仏典
パーリ仏典学経においては、釈迦は比丘たちに五つの学（sikkhā）の薄弱を挙げる。これらの捨断のため、釈迦は四正勤を修習すべきと説いている。

Pañcimāni bhikkhave sikkhādubbalyāni. Katamāni pañca: 

pāṇātipāto, adinnādānaṃ, kāmesu micchācāro, musāvādo, surāmerayamajjapamādaṭṭhānaṃ. Imāni kho bhikkhave pañca sikkhā dubbalyāni
比丘たちよ、これら五つの学の薄弱がある。いかなる五か。

殺生、偸盗、邪淫、妄語、飲酒。比丘たちよ、これら五つの学の薄弱がある。
—パーリ仏典,  増支部九集 73.学経, Sri Lanka Tripitaka Project
五戒経（相応部37）においては、釈迦は在家女性について「五つの法の具足」として五戒を説いている。

### 典礼において

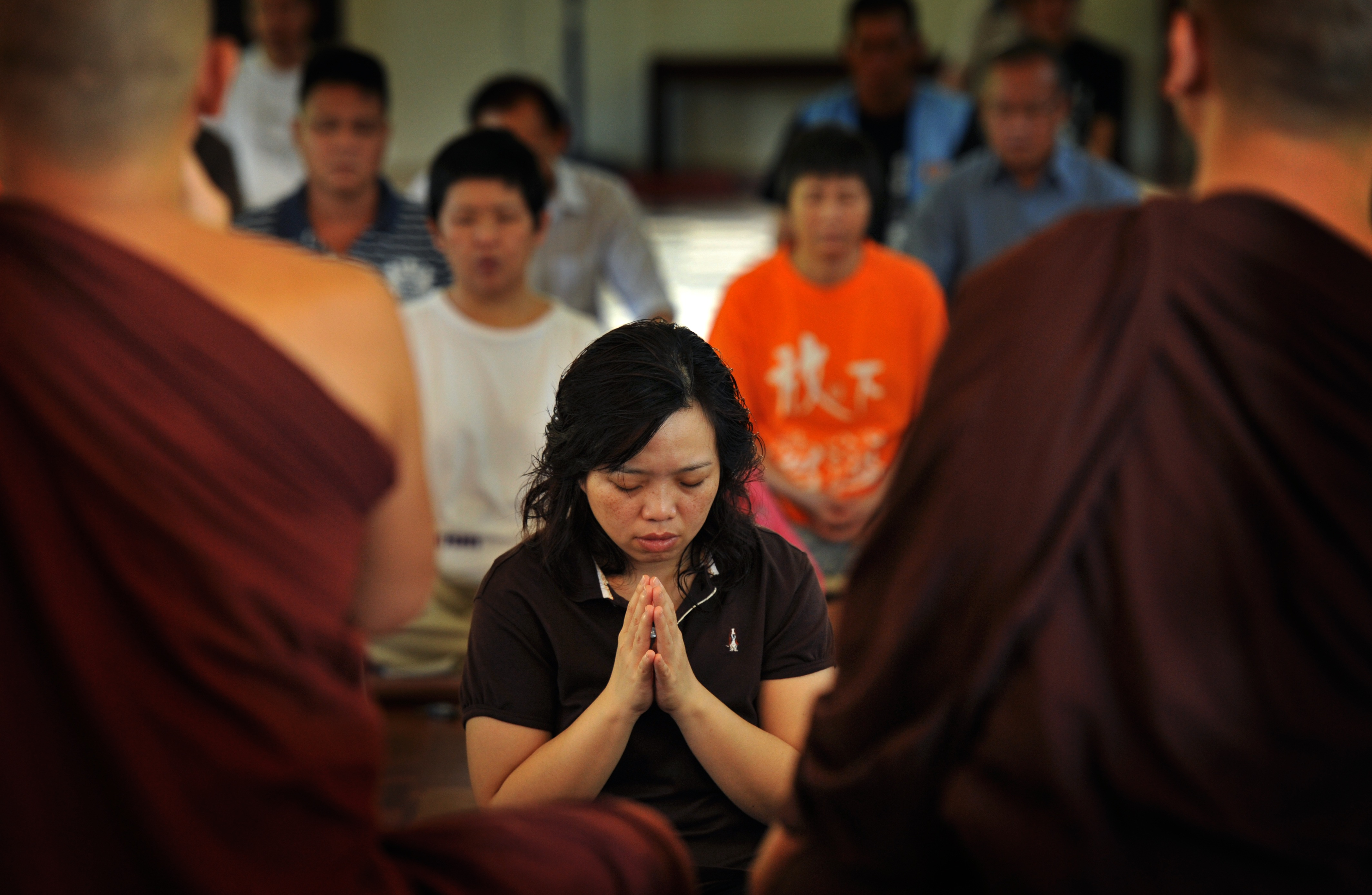
ミャンマーで在家者は僧侶らに戒律を授けるように要求する

上座部仏教では、パーリ語を用いて標準化された方法で戒律を唱える。在家者は次の文を3回暗唱することにより、僧侶に戒律を提示するよう要請する。
「尊者よ、私は三帰依と共に五戒を求めます。尊者よ、私の為に三帰依と共に五戒を授けて下さい」

 (Ahaṃ bhante tisaraṇena saha pañcasīlāṃ dhammaṃ yācāmi. Anuggahaṃ katvā sIlaṃ detha me bhante)
これを受けて僧侶は、自分が唱えたことを繰り返すように求める。そして、ナモー・タッサ礼拝文、三帰依文を唱えたあとに次の五戒授戒文を唱える。
1. 「私は殺生から離れる学処を受持します。」 (パーリ語: Pāṇātipātā veramaṇī sikkhāpadaṃ samādiyāmi.)
2. 「私は、与えられていない物を我が物とすることから離れる学処を受持します。」 (パーリ語: Adinnādānā veramaṇī sikkhāpadaṃ samādiyāmi.)
3. 「私は、愛欲邪行から離れる学処を受持します。」 (パーリ語: Kāmesumicchācāra veramaṇī sikkhāpadaṃ samādiyāmi.)
4. 「私は、偽りを語ることから離れる学処を受持します。」 (パーリ語: Musāvādā veramaṇī sikkhāpadaṃ samādiyāmi.)
5. 「私は、中毒酩酊の原因となる穀酒、果実酒、酒類から離れる学処を受持します。」 (パーリ語: Surāmerayamajjapamādaṭṭhānā veramaṇī sikkhāpadaṃ samādiyāmi.)

三帰依を行い、五戒受持を誓った後にそれらによる功徳を、涅槃のために廻向する。

「私のこの功徳が、涅槃の因縁となりますように」
(Idaṃ me puññaṃ nibbānassa paccayo hotu)

## 不殺生戒

インドの食品に付されるラベル。緑が菜食主義者用、赤が非菜食主義者用（インドの菜食主義）。

### 文献において
第一の戒は、衆生の命を奪うことを禁じたものである。これはある者が意図的に、それは衆生であると理解しており、その実行に努めることで衆生を殺すことに成功した場合に該当する。外傷を与えることはその理念的には反するが、技術的には、この戒を破るものではない。この戒には、動物、小さな昆虫の命を奪うことも含まれるとされる。この生命を奪うことの重大さは、その生物の大きさ、知性、得られる利益、スピリチュアルな発達度に依存するともされている。大きな動物を殺すことは、小さな動物を殺すことよりも悪いとされる（大きいほど多くの努力を要するため）。精神的に完成した存在を殺すことは、別の「より平均的な」人間を殺すことよりも厳しいと見なされる。そして人間を殺すことは、動物を殺すことよりも厳しい。しかし、すべての殺害は非難される。この戒が示す美徳は、生ける者の尊厳への尊重である。

### 現実面
仏教では、菜食主義を実践すべきかどうかについてさまざまな意見がある。
カンボジアとミャンマー（ビルマ）での現地調査は、多くの仏教徒が最初の教訓を最も重要、または最も非難されるべきと考えていることを示された。。いくつかの伝統的な社会、たとえば戦前カンボジアのカンダル州、1980年代のビルマなどでは、仏教徒が動物の屠殺にかかわることは稀であり、肉類は非仏教徒から買わなければならなかった。1960年代のタイにおいては、Terwielののフィールド調査によれば、村人は昆虫を殺す傾向があるが、大型動物の殺害に関しては消極的で自己矛盾であることが発見された。しかしSpiroのフィールド調査においては、ビルマの村人は昆虫を殺すことすら非常に嫌がっていた。
初期の仏教徒は菜食主義のライフスタイルを採用してはいなかった。実際にいくつかのパーリ経典では、菜食主義は精神的浄化とは無関係であると説明されている。ただし、特定の種類の肉、特に社会から非難されている肉には禁止事項があった。 動物の生命を殺すことを控えるという考えは、肉や生物の取引にかかわる職業の禁止につながったのだが、牛などすべての農業の完全な禁止には至っていない。タイのサンティアソーク運動など、一部の上座仏教徒たちは不殺生戒として菜食主義を実践している。
日本では仁王像の内部に巣を作った蜂を駆除する際、殺虫は殺生に当たるため巣を取り出して巣箱に移す対応を取った事例がある。

## 不偸盗戒

### 文献において
2番目の戒律は盗みを禁じており、これは自分が己のものではないと認識したもの（「与えられていないもの」）を盗んだり、その意図に基づいて計画的に行動する意図が含まれる。盗みの重大さは、所有者の価値と盗まれた価値によって判断される。裏取引、詐欺、不正行為、偽造もこの指針に含まれている。
この精神の徳は離欲、正命、、ポジティブな行動による他人の財産の保護である。

### 現実面
第二の戒には、盗みや詐欺のさまざまな方法が含まれる。許可なく借りることや、ギャンブルも含まれることがある 心理学者のバンチャイ・アリヤブディフォンは、2000年代と2010年代にタイで研究を行い、五戒を守らない人は、お金が人生で最も重要な目標であり、戒を厳守した人よりも賄賂をより頻繁に支払うだろうと考える傾向が強いことを発見した。一方で、五戒に従う人々は、従わなかった人々よりも裕福で幸福であると考えていた。
第二の戒に違反していると思われる職業には、ギャンブル業界や、実際には顧客が必要のない製品のマーケティングが含まれる。

## 不邪淫戒

### 文献において
第三の戒は、性的逸脱行為を禁じている。初期の経典においては、これは既婚または婚約者との姦通、レイプ、近親相姦、未成年者（または親族によって保護されている人）との性行為、売春婦との性行為を含むと解釈されている。後期の経典では、不適切な時間や不適切な場所など、性行為の詳細についても戒に反するとしている。マスターベーションは、在家者については禁止されていない。
第三の戒は、自分を貪欲にし、さらに他人に害を与えるものとして説明されている。その相手が善人であった場合、違反はより深刻であると見なされる 。第三の戒と親密さに関連する美徳は、特にパートナーとの満足感、結婚における忠実さの認識と尊重である。

### 現実面
第三の戒、官能を誤った方法で使用することによる、他者への危害を回避すると解釈されている。これは、不適切なパートナーと関わることだけではなく、その関係への個人的な責任を尊重することも意味する。いくつかの伝統では、行為自体の性質が非難されているため、たとえ配偶者が行為に同意していても姦通は非難される。さらに既婚者といちゃつくことも違反と見なされることがある
第三の戒の適用に関しては、仏教の原則は、通常は避妊に対するスタンスとは関係しない 。スリランカなどの伝統的な仏教社会では、結婚前のセックスは戒律に違反していると考えられているが、結婚を予定する人々は、これを常に守ってはいなかった。Annuska Derksは、売春は第三の戒では推奨されていないが、通常、師により積極的に禁止されているわけではないとしている。 
現代の師の解釈では、他人と性的関係にある人が含まれ、これは「性的責任」や「長期的な関与」などの用語によって戒を定義しているためである。 現代の師の中には、マスターベーションを規範の違反として含める者もおり、また他の師では、性的搾取、売春、ポルノなどの特定の職業や、娯楽産業などの不健康な性的行動を助長する職業を含めたりする者もいる。

## 不妄語戒

### 文献において
第四の戒には、誤ったことを話したり、意図的に実行することなどが対象となる。悪口を避けることには、悪意ある発言、過激な発言、ゴシップなどが含まれる。その誤りが裏に意図してあったものである場合、小さな白い嘘と比べて、それは戒への違反はより重いとみなされている。この戒の精神は、正直であること、信頼されること、仕事においても正直であること、他人に対して正直であること、年長者に忠誠であること、後援者に謝意を持つことなどである。
源氏物語のような恋愛を扱った作品の著者や読者も戒律を破っているとされ、両者の罪障を消すため源氏供養のような法会が行われていた。
仏典においては、第四の戒は第一の戒の次に重要であると考えられている。なぜならば嘘をついている人は恥を知らず、したがって多くの誤りを犯す可能性があるためである。不誠実さは、他人に害を及ぼすためだけでなく、真理（Sacca）を見つけるという仏教の理想に反するためにも避けられる。

### 現実面
第四の戒には、嘘をつくことや有害な発言を避けることが含まれる。ティク・ナット・ハンは、これを誤ったニュースや不確実な情報を広めることを避けることも含めて解釈している。データの操作、虚偽広告、オンライン詐欺を伴う作業も戒に反するとみなすことができる。バーレント・ヤン・ターウィールの報告では、タイの仏教徒においては、人々をほのめかしたり、誇張したり、乱用したり、だまして話したりすることも戒に反すると伝えている.

## 不飲酒戒

### 文献において

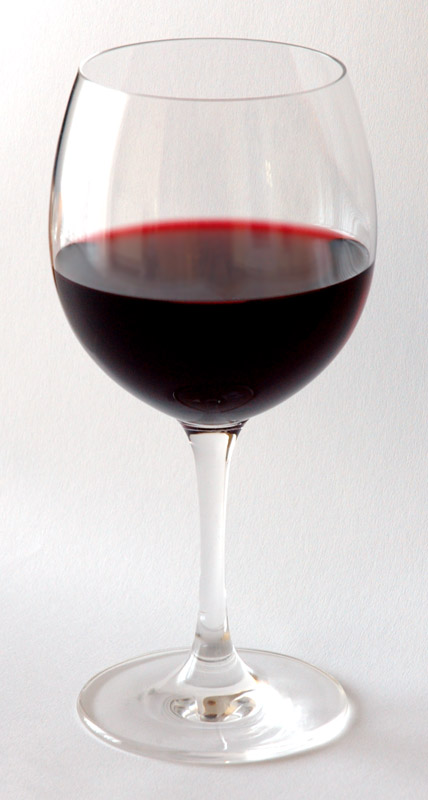
5つ目の戒はアルコールや薬物といった中毒性の物質を避けることである

第五の戒は、アルコール、薬物といった中毒性の物質を避けることであり、これは食事、仕事、活動、生活のあり方に対し、サティと責任感を重んじることを求める。覚醒、瞑想、注意力などもこれに含まれる。ブッダゴーサは1-4つ目の戒は、違反の対象となった人物もしくは動物によって、その程度は違って非難されうるが、一方で5つ目の戒は「重く非難される」とし、釈迦の教えの理解を妨げ、自身を狂気に導きうるとしている。

### 現実面
第五の戒は重要とされており、アルコールは酩酊と自己制御の欠如をまねき、それにより他の戒をも破る原因となるからである。Spiroの現地調査では、取材した僧の半数が、第五の戒を破ることは、その有害性を挙げて五戒の中で最悪であると考えていた。それにもかかわらず、この戒は仏教徒たちによってよく破られており、タイにおいては飲酒は一般的であり、酩酊もしばしば見られる。チベットにおいてはビールの飲酒は普及しているが、それは少数のアルコール依存症者のみである。医学的なアルコール使用は一般的に問題とされておらず、一部の国（タイやラオス）では喫煙は戒を破るものではないと一般的にみなされている。タイとラオスの僧は喫煙することが知られているが、より深い修行を受けた僧は喫煙することは少ないとされる。2000年時点では、仏教国においてアルコールの販売や消費を法的に禁止する国はなく、スリランカでは禁酒法が1956年に試みられたが頓挫した。 なお前共産主義チベットにおいては、首都においては喫煙が禁止されており、僧たちは喫煙を禁じられ、たばこの輸入は禁止されていた。